# Apocephalus borealis
Apocephalus borealis là một loài ruồi ký sinh trong họ Phoridae. Chúng thường ký sinh trên các loài ong mật, ông nghệ và ong bắp cày chân dài. Việc chúng liên quan tới ong mật cho đến nay mới chỉ được ghi chép ở California và South Dakota; ở nơi khác chúng chủ yếu có liên quan tới ong nghệ. Ngay sau khi tiếp cận ong mật, ruồi cái Apocephalus borealis tiêm trứng vào bụng nạn nhân. Ấu trùng ruồi sau khi ăn sạch phần cơ quan ở vùng ngực của ong sẽ đục khoét cơ thể sinh vật chủ này và chui ra ngoài. Trước khi ruồi khoét cơ thể ong chui ra, con ong bắt đầu hành động khác thường. Một con ong gần đến lúc chết thường ngồi yên một chỗ, nhưng những con chưa đến giai đoạn đó lại tỏ ra mất phương hướng và thường bò vòng tròn chứ không thể đứng dậy nổi. nhóm nghiên cứu của Mỹ đã tìm thấy dấu hiệu của A.borealis tại 24 trong số 31 địa điểm tại vịnh San Francisco, cũng như các tổ ong nuôi ở bang California và South Dakota. Các cuộc kiểm tra về gien cho thấy một số ong và ruồi bị nhiễm bởi vi rút và nấm Nosema ceranae, thủ phạm trong diện tình nghi đã gây ra hội chứng rối loạn sụp đổ bầy đàn khiến dân số ong sụt giảm trên diện rộng tại Bắc Mỹ.

## Hình ảnh

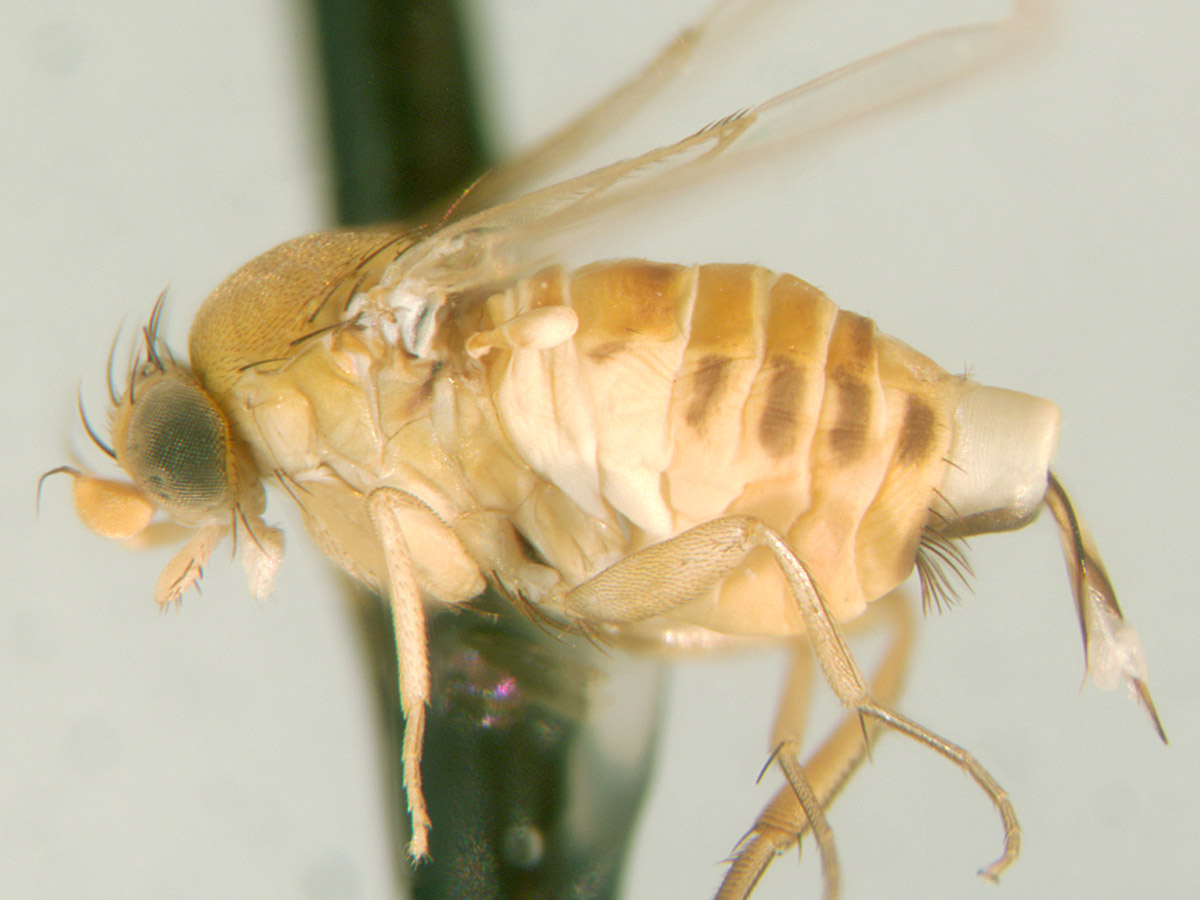
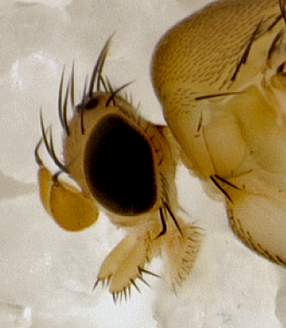
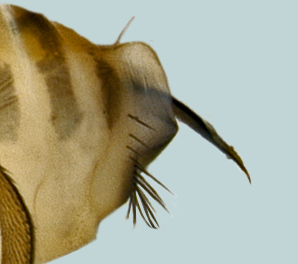
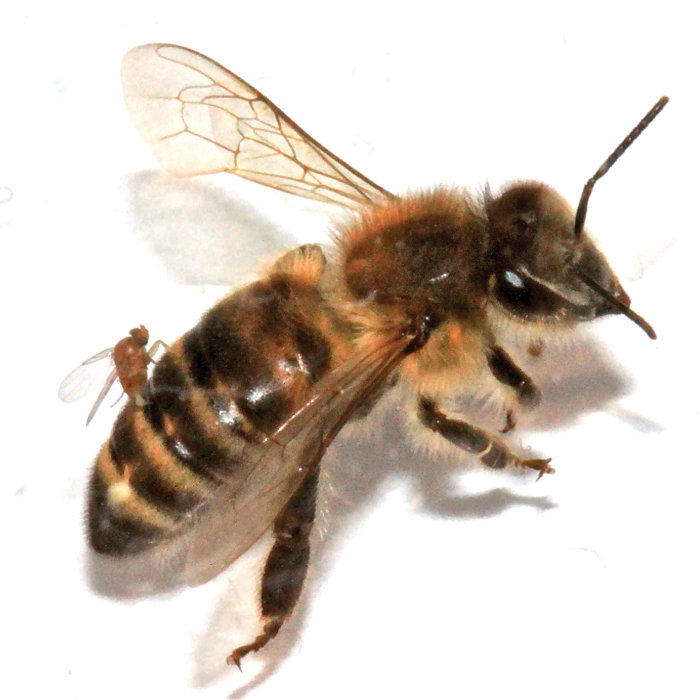
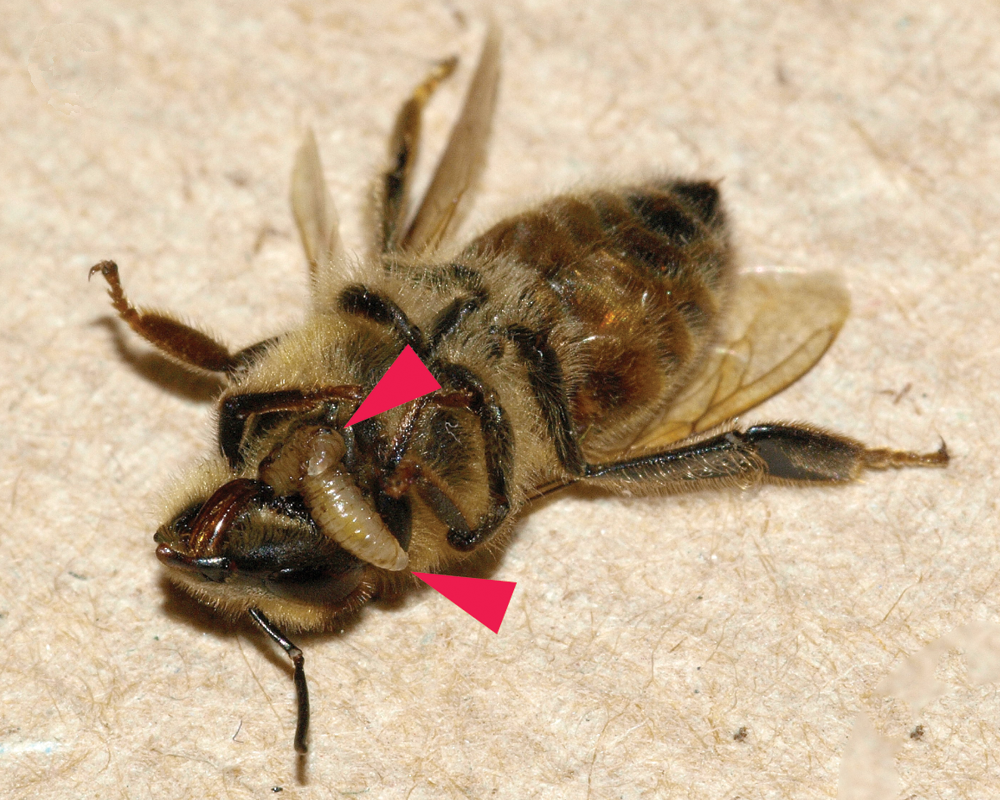